# 陳世九
陳世九（Chan Sai Kau，1952年出生），香港已退役足球員，1970年代香港最佳右後衛。出身於香港最老牌球會港會，曾先後效力南華、愉園、星島等多支香港甲組球隊，並且是香港足球代表隊主力，退役後曾移民英國，現時已回流返香港。

## 球員生涯
陳世九於港會展開球員生涯，1969年「上山」加盟南華，逐漸成為球隊主力，並且協助南華以不敗姿態，奪得1977－78年度香港甲組足球聯賽冠軍。
1978－79年度，愉園向南華展開高薪挖角，陳世九與隊友蔡育瑜與馮志明，一同以當年最高薪的5000元月薪，聯袂加盟愉園。
1987－88年度，陳世九轉投重返甲組的老牌球會星島，效力兩個球季後，於1989年夏天宣布掛靴。

## 國際賽生涯
陳世九是1970年代香港足球代表隊主力右後衛，參加過世界盃外圍賽、亞洲盃外圍賽、賀歲盃足球賽等賽事。1975年6月24日亞洲盃外圍賽，香港隊互射12碼以13–14不敵北韓、1977年世界盃外圍賽揚威新加坡、1979年首屆省港盃足球賽等港隊經典戰役，陳世九均是正選上陣。

## 個人榮譽
香港足球明星選舉 五次（1977-78、1978-79、1980-81、1982-83、1985-86季度）